# Климатска осетљивост
Климатска осетљивост (енгл. Climate sensitivity) је мера колико ће се Земљина клима охладити или загрејати након промене у климатском систему, на пример, колико ће се загрејати за удвостручавање концентрације угљен-диоксида ({\displaystyle {\ce {CO2}}}</br> {\displaystyle {\ce {CO2}}}). У техничком смислу, климатска осетљивост је просечна промена температуре Земљине површине као одговор на промене радијационог присиљавања, разлика између долазне и одлазне енергије на Земљи. Климатска осетљивост је кључна мера у климатологији и фокусно подручје за научнике о клими, који желе да разумеју крајње последице глобалног загревања.
Земљина површина се загрева као директна последица повећаног атмосферског {\displaystyle {\ce {CO2}}}</br> {\displaystyle {\ce {CO2}}}, као и повећане концентрације других гасова са ефектом стаклене баште попут азотсубоксида и метана. Повећане температуре имају секундарне ефекте на климатски систем, попут повећања атмосферске водене паре, која је и сама по себи стакленички гас. Будући да научници не знају тачно колико су снажне ове повратне информације о клими, тешко је прецизно предвидети количину загревања која ће проистећи из одређеног повећања концентрације гасова са ефектом стаклене баште. Ако се испостави да је климатска осетљивост на високој страни научних процена, циљ паришког климатског споразума је ограничење глобалног загревања на испод 2 °C (3,6 °F) што је тешко постићи.
Два примарна типа климатске осетљивости су краткорочни „пролазни климатски одговор”, пораст глобалне просечне температуре за који се очекује да се догодио у време када атмосферски {\displaystyle {\ce {CO2}}}</br> {\displaystyle {\ce {CO2}}} концентрација се удвостручила и „равнотежна осетљивост на климу”, очекује се већи дугорочни пораст глобалне просечне температуре након ефеката удвостручене {\displaystyle {\ce {CO2}}}</br> {\displaystyle {\ce {CO2}}} концентрације су имале времена да достигну стабилно стање. Климатска осетљивост обично се процењује на три начина; коришћење директних посматрања температуре и нивоа гасова стаклене баште узетих током индустријског доба, коришћење индиректно процењене температуре и других мерења из далеке прошлости Земље и моделирање различитих аспеката климатског система помоћу рачунара.